# Jean Henri Pape

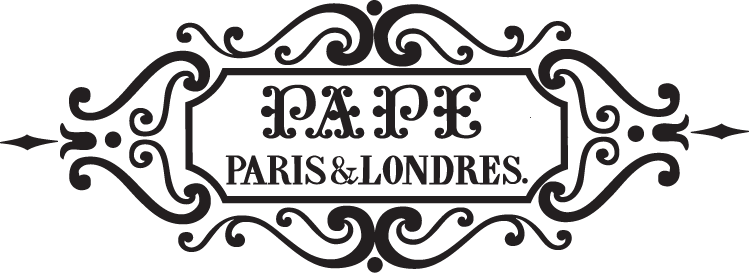
Het logo van Pape dat op zijn instrumenten werd aangebracht

Jean Henri Pape (Duits: Johann Heinrich Pape) (Sarstedt, 1789 – Asnières-sur-Seine, 2 februari - 1875) was een Franse pianobouwer van Duitse afkomst.

## Loopbaan
Pape kreeg zijn opleiding in Duitsland maar vertrok in 1811 naar Parijs waar hij tot 1815 bij Pleyel werkte. Zijn werk bij Pleyel onderbrak hij voor korte tijd om zich in Engeland te laten voorlichten over de ontwikkelingen van de pianobouw aldaar. In 1815 richtte Pape zijn eigen pianofabriek op in Parijs.
Pape bouwde tafelkavieren, rechtopstaande cottage-piano's en vleugels naar Engels model. Gedurende zijn werkzaam leven bracht hij talloze verbeteringen en vernieuwingen aan in zijn instrumenten. In totaal zouden 137 uitvindingen van Pape als algemeen toegepast overleven.

## Enige uitvindingen
- Het voorheen toegepaste draadmateriaal van de veren in het mechaniek werd vervangen door staal, koper of ander metaal.
- Een mechaniek waarbij de hamer van bovenaf de snaar raakt, waardoor een groter toonvolume mogelijk werd.[2]
- Vervangen van het leer op de hamerkop door geprepareerd vilt. Dit vilt was even duurzaam als leer, maar gaf een betere en rondere toon. Op deze uitvinding kreeg Pape in 1928 patent. Pape beschreef deze uitvinding als: 
"Ik neem 1 deel konijnenhaar, en 1/6 deel floretzijde die ik samen laat kaarden: dit mengsel dient tot vorming van een eerste laag; ik neem vervolgens 1 deel hazenhaar dat ik meng met 1/3 deel eiderdons en ik laat deze twee materialen eveneens samen kaarden en hiermee vorm ik de tweede laag. Aldus deze materialen samen gerangschikt laat ik flink met vilt bedekken volgens bekende procedés totdat de stof een geschikte vastheid heeft verkregen, alsmede de nodige soepelheid".
In 1835 nam Pierre Fischer patent op Pape's systeem van het bedekken van de hamerkop door vilt van variërende dikte zoals wij dit nog kennen, waarbij de hamers in de bas met dikker vilt en die in de discant met dunner vilt zijn bekleed. In 1844 echter kwam Pape zelf met een patent op het bekleden van de hamerkop met ongeprepareerd vilt.
- Ook snaren kregen van Pape veel aandacht. Hij verving ijzeren door stalen snaren. Hij schrijft hierover: 
"Tot nu toe gebruikte men snaren van ijzer of messing (geel koper); ik stel voor om gebruik te maken van ontlaten (buigzaam gemaakt) staal; de ondervinding heeft mij geleerd dat zij steviger waren en dat zij een zachtere en tevens klankrijkere toon gaven.".
- In 1826 ontwikkelde Pape een nieuw 'sommier des pointes', een blok van gietijzer waarin de stiften bevestigd werden op een gietijzeren kam, die op het klankbord geplaatst werd en op een gietijzeren frame.
- Pape bedacht in 1828 het 'kruissnarig systeem', dat later algemeen werd toegepast. Hierbij kruisten de bassnaren de discantsnaren, waardoor de snaren langer gemaakt konden worden zonder de kast groter te maken. Door de snaren diagonaal in de kast te plaatsen won hij dus ruimte.
- In 1845 deed Pape een experiment met het bekleden van snaren met Berlijns zilver, maar dit bleef bij een experiment.
- Pape experimenteerde ook met de vorm van de kast. Zo bouwde hij een cirkelvormige piano waarin het klankbord de vorm van een pauk had.

## Belang voor muziekwereld
Pape bouwde piano's voor onder andere Ignaz Moscheles, Cherubini, Boieldieu en Auber. Pape's belangrijkste leerling was Carl Bechstein. Pape stopte zijn bedrijf rond 1851, waarna zijn zoon het overnam, maar het bedrijf raakte al gauw in verval, en werd in 1885 opgeheven. Pape zelf stierf in armoede op 88-jarige leeftijd in 1875.